# Навашино
Нава́шино — город (с 1957) в Нижегородской области России, административный центр Навашинского городского округа.
Распоряжением Правительства РФ от 29.07.2014 № 1398-р (ред. от 13.05.2016) «Об утверждении перечня моногородов» включён в список моногородов Российской Федерации с риском ухудшения социально-экономического положения.

## География
Город расположен на правом берегу реки Оки, на реке Велетьме в 158 км от Нижнего Новгорода. На территории города расположена одноимённая железнодорожная станция, 300-й км Горьковской железной дороги на линии Москва — Екатеринбург (открыта в 1912 году).

## Название
Город получил современное название после объединения посёлков Липня и Мордовщиково в 1957 году по одноимённой железнодорожной станции, а она — по соседнему селу Новошино. Железная дорога должна была пройти через с. Новошино (железнодорожный мост в Муроме через р. Оку направлен на Новошино), но выксунские и кулебакские промышленники повернули железную дорогу ближе к себе, а станцию назвали созвучно — Навашино.

## История
Первый населённый пункт на территории современного города — деревня Липня впервые упоминается в окладных книгах 1676 года в составе Окуловского прихода, в этой деревне значилось 33 двора крестьянских. В 1862 году в Липне на средства прихожан построена деревянная церковь, образован Липенский приход. Престолов в этой церкви было два: главный во имя преподобного Сергия Радонежского, в трапезе тёплой в честь Воздвижения Животворящего Креста Господня. В селе Липня с 1867 года имелась земская народная школа, учащихся в 1896 году было 49.
В конце XIX — начале XX века село Липня являлось волостным центром Муромского уезда Владимирской губернии. Население в 1859 году — 649 человек, в 1905 году — 1145 жителей.
Посёлок Мордовщиково (Мордовщики) возник в конце XIX — начале XX века при строительстве Мордовщиковской судоверфи.
С 1921 года село Липня и посёлок Мордовщиково входили в состав Выксунского уезда Нижегородской губернии, с 1929 — в состав Кулебакского района Горьковского края, с 1936 года — в составе Горьковской области. С 1944 года посёлок Мордовщиково является центром вновь образованного Мордовщиковского района. В 1945 году село Липня было преобразовано в рабочий посёлок.
В 1957 году рабочие посёлки Мордовщиково и Липня объединены в город Навашино. В 1960 году Мордовщиковский район переименован в Навашинский. С 2015 года город является центром городского округа Навашинский.

## Символика
Герб Навашина принят 11 сентября 2007 года. Представляет собой щит, пересечённый горизонтально. В верхнем белом поле — червлёный олень. В нижнем зелёном поле — стилизованное изображение морской самоходной шхуны «Цесаревич Алексей» под торговым флагом царской России. В середине щита — два стенчатых пояса: узкий символизирует железную дорогу, широкий — силикатный кирпич. В нижней лазоревой оконечности щита — два узких волнистых серебряных пояса. Из-за несоответствия установленным требованиям данный герб официально не внесён в Государственный геральдический регистр.

## Население
| 1939    | 1959    | 1967    | 1970    | 1979    | 1989    | 1992    | 1996    | 1998    |
| ------- | ------- | ------- | ------- | ------- | ------- | ------- | ------- | ------- |
| 4506    | ↗12 460 | ↗16 000 | ↗16 656 | ↗17 490 | ↗18 946 | ↗19 100 | ↗19 300 | →19 300 |
| 2000    | 2001    | 2002    | 2003    | 2005    | 2006    | 2007    | 2008    | 2009    |
| ↘19 100 | ↘19 000 | ↘17 810 | ↘17 800 | ↘17 400 | ↘17 100 | ↘16 900 | ↘16 776 | ↘16 617 |
| 2010    | 2011    | 2012    | 2013    | 2014    | 2015    | 2016    | 2017    | 2018    |
| ↘16 416 | ↘16 339 | ↘16 022 | ↘15 688 | ↘15 521 | ↘15 406 | ↘15 281 | ↘15 051 | ↘14 830 |
| 2019    | 2020    | 2021    |         |         |         |         |         |         |
| ↘14 707 | ↘14 583 | ↗14 664 |         |         |         |         |         |         |

На 1 января 2025 года по численности населения город находился на 802-м месте из 1124 городов Российской Федерации.

## Промышленность
Промышленный сектор города представлен предприятиями различных отраслей:
- АО «Окская судоверфь» — входит в транспортную группу Universal Cargo Logistics Holding. Профиль: судостроение (нефтеналивные и сухогрузные средне-тоннажные суда смешанного плавания; контейнеровозы; специальные суда, баржи), мостостроение (передвижные понтонные парки, автодорожные мосты пролётного и ленточного типа), металлоконструкции, изготовитель понтонно-мостовых переправ, предназначенных для Министерства обороны РФ и гражданского назначения.
- АО «Навашинский завод стройматериалов» — производство кирпича, стеновых блоков, бордюрного камня, сухих строительных смесей.
- АО «Навашинский хлеб» — входит в ассоциацию «Нижегородский хлеб» по производству хлебобулочной продукции и кондитерских изделий.
- АО «Камея» — производство матрацев.
- ООО ПП «Ока-Медик» — производство медицинского оборудования и мебели.
- ООО ПК «Торис групп» — производство корпусной мебели.

Электроэнергетика представлена ПО «Южные электрические сети» (филиал ОАО «Нижновэнерго»).

## Транспорт
Город занимает выгодное положение. В 1912 году появилась железная дорога, связавшая город с Москвой, а сразу после войны — асфальтовое сообщение с Нижним Новгородом. Существовал водный маршрут по реке Оке до города Мурома.
Сейчас в городе функционирует крупная железнодорожная станция, осуществляется транзит товарных составов на Выксу и Кулебаки, курсируют 7 пар скорых поездов. Можно добраться до Москвы, Санкт-Петербурга, Новокузнецка, Казани, Красноярска. Уже несколько лет через Навашино проходит фирменный двухэтажный поезд 23/24 «Москва — Казань».
Местное сообщение осуществляется на электропоездах до Нижнего Новгорода, Арзамаса, Мурома и Вековки.
Существуют автобусные маршруты междугородного сообщения до Нижнего Новгорода, Павлова, Вачи, Кулебак, Выксы, организованные предприятием «Нижегородпассажиравтотранс». С открытием нового моста через Оку круглогодично осуществляются рейсы в Муром, Владимир и Москву. (автобусы автотранспортных предприятий Мурома и Владимира).
В черте города ныне действуют 2 автобусных маршрута (перевозчик — АО «НЗСМ»):
- № 1 Автовокзал — Магазин «Терем» (пос. Силикатный),
- № 2 Большое Окулово — Автовокзал — Центральная районная больница.

Цена билета с декабря 2023 года — 33 р.
Действует такси «Успех» и «Maxim».
Ежедневно через Навашино осуществляют перевозку пассажиров маршрутные такси Кулебаки — Нижний Новгород, Саров — Кулебаки — Москва, Выкса — Москва (по предварительному заказу).
1 октября 2009 года недалеко от Навашино был открыт новый автомобильный вантовый мост через Оку, связавший Нижегородскую и Владимирскую область. До этого переправа во Владимир осуществлялась по понтонному мосту, действовавшему только в летнее время, а тяжёлый транспорт шёл через Нижний Новгород.
9 сентября 2023 года открыт мост через Оку (М12), который стал частью трассы M12 Москва — Казань.

## Связь и массовые коммуникации
Активное развитие радиовещания в городе началось в 1999 году, с момента начала вещания первой коммерческой радиостанции в Муроме. Сейчас в округе можно найти более 15 станций в fm диапазоне.
Телевещание в городе осуществляется на кабельной основе (более 20 каналов). На информационном канале еженедельно — программы «Навашиское время» и «Выкса-ТВ». Широко распространён приём спутникового телевидения.
Городская телефония переведена на цифровой стандарт. Все номера в формате 5-ХХ-ХХ.
Действует три отделения ФГУП «Почта России» (проспект Корабелов, площадь Ленина, посёлок Силикатный).
С 1944 года издаётся городская газета «Приокская правда». В магазинах и торговых центрах города через стенды распространяются бесплатные рекламно-информационные газеты: «Реклама КВН», «Кулебаки сити», «Бизнес плюс», «Красные зори», «Зорька», а с 2017 года и навашинская газета «Стрелка».

## Культура, наука, спорт и отдых
Учебные заведения:
- 8 дошкольных учреждений,
- 2 семейных детских сада,
- гимназия (бывшая школа № 1, ул. Ленина),
- средняя школа № 2 (пос. Силикатный),
- средняя школа № 3 (ул. Лепсе),
- средняя школа № 4 (Октябрьский микрорайон),
- Большеокуловская средняя школа (Заречная ул.),
- Выксунский металлургический колледж имени А. А. Козерадского (ул. Калинина),
- детская школа искусств (пл. Ленина),
- МБОУ ДО «Дворец детского творчества» (ул. 1-го Мая),
- МАОУ ДО «Детско-юношеская спортивная школа г. Навашино» (ул. 1-го Мая),
- межшкольный учебно-профессиональный комбинат (ул. Ленина).
- 1 автошкола.

Учреждения культуры и спорта
- Дворец культуры имени Ленина. В нём работают клуб садоводов «Кабачок», ветеранская городская организация. Занимаются творческие коллективы: образцовый ансамбль эстрадно-спортивного танца «Серпантин», образцовый хореографический ансамбль «Апельсин», студия эстрадного вокала «Родничок», фольклорный коллектив «Лучинушка», народный вокальный ансамбль «Ивушка», театральный коллектив «Маска» и другие.
- Спорткомплекс «Здоровье»,
- Ледовый дворец «Флагман». Располагают тренажёрными залами, залами для аэробики игры в теннис и бокса, бассейном, стадионом и ледовой ареной.

Спортивные команды города — футбольный клуб «Навашино», команда по флорболу «Техник» (ДЮСШ).
Музеи
- музей завода (Дворец Культуры),
- класс-музей Великой Отечественной войны (Гимназия).

Библиотечная сеть.
Включает Центральную библиотеку (Трудовая ул.), Детскую библиотеку (Почтовая ул.), Библиотеку — Центр чтения (ул. Калинина), библиотеку «Дом Кирсановых» (Советская ул.) и так же 14 сельских библиотек округа.
В Калининском, Центральном и Южном микрорайонах размещены специальные площадки со световой иллюминацией для отдыха детей.
На главной площади им. Ленина проходят все праздники и мероприятия.
Место прогулок и отдыха — городская аллея (вдоль просп. Корабелов) и парк «Озеро Зелёное» (Приозёрная ул.).
Так же в черте города имеются два озера — Зелёное (бассейн реки Велетьмы), примыкающее к городскому парку, и Ближнее (Белое). В южной части искусственно созданные 3 песчаных карьера — популярное место для купания и отдыха жителей и гостей города.

## Социальная сфера
Представлена учреждениями:
- Многофункциональный центр предоставления государственных и муниципальных услуг,
- центр социальной помощи населению (ул. 1-го Мая),
- дом милосердия (пер. Дзержинского).

## Сфера ЖКХ
- ООО «НТЦ» — выработка и транспортировка тепловой энергии.
- ООО «Водоканал» — водоотведение и очистка сточных вод.
- ООО «ЖЭК» — управляющая организация.
- ООО «Навашинские коммунальные системы» — управляющая организация.
- ОАО «Навашинский завод стройматериалов» — выработка тепловой энергии, очистка сточных вод.
- ООО «РСМ» — обслуживающая организация.
- ООО «ЖКХ» — управляющая организация.
- ООО "СтройМастер"— обслуживающая организация.

## Религия
- Молитвенный дом (ул. Коммунистическая ул.) (СЦЕХб).
- Крестовоздвиженская церковь (1832 года постройки) в селе Большом Окулове.
- Церковь в честь Преподобного Сергия Радонежского (ул. Советская).
- с. Пустынь, Навашинский район — Православный приход церкви в честь Успения Пресвятой Богородицы.

## Градостроительство
В 1907 году в густых муромских лесах была заложена верфь, началось строительство морских, речных судов и барж. Этот год дал начало развитию Окской судоверфи как главного градообразующего предприятия.
Вскоре около верфи образовалось поселение — пос. Мордовщиково. Постройки, в основном, были одноэтажные, из дерева. Первые улицы посёлка: Зелёная (ныне территория судоверфи), Трудовая, Почтовая, Барбашина (осталась в границе двух домов). В 1957 году посёлок, присоединив к себе село Липня, приобрёл статус города. В 1960—1970-х годах быстрыми темпами шло строительство кирпичных многоквартирных домов и учреждений.

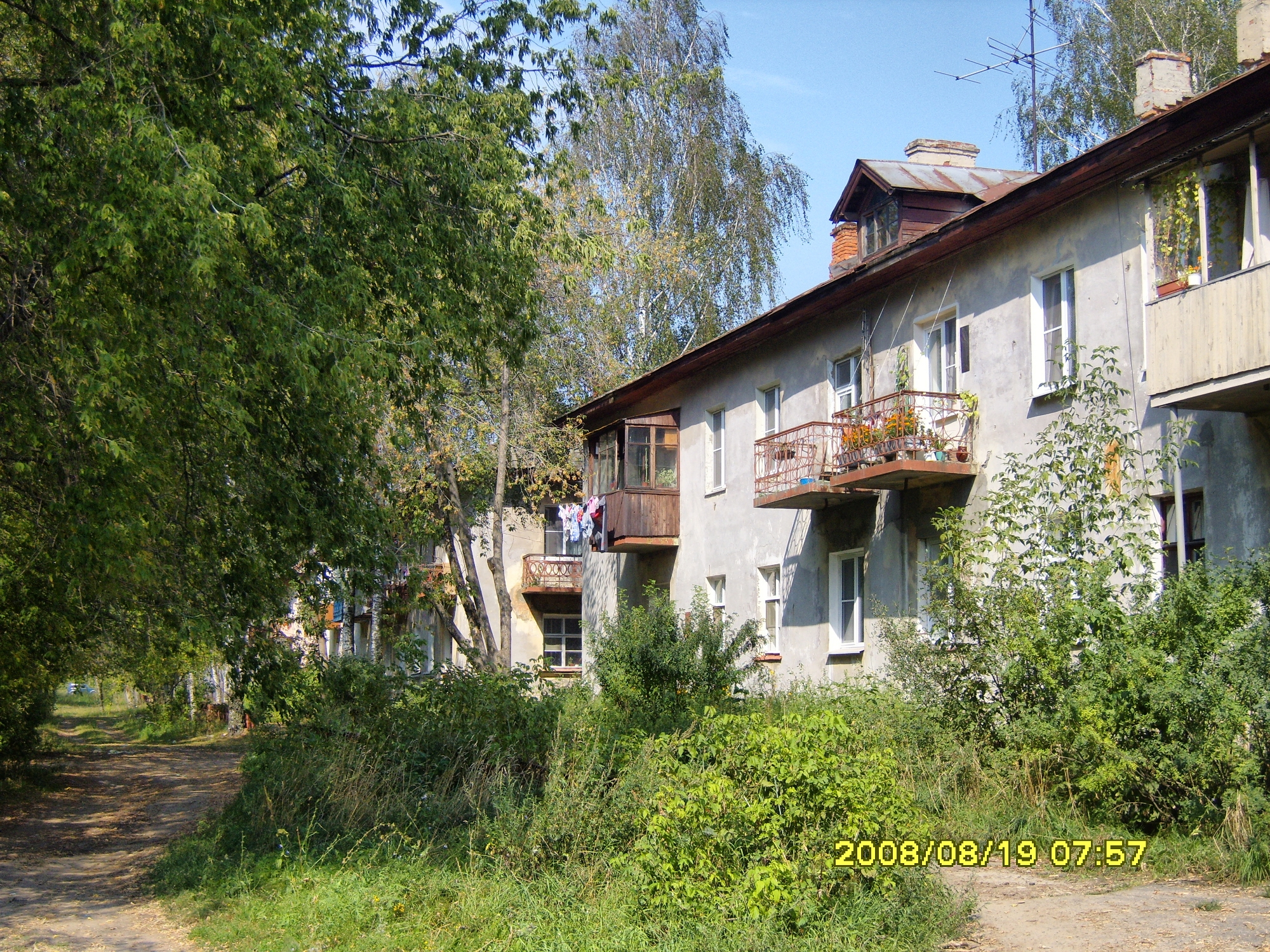
Улица в Навашино

Сейчас город состоит из 5 микрорайонов: Калининского, Центрального, Северного, Заводского и Южного. В городе более тридцати 3—5-этажных жилых домов, более 50 улиц, большая часть которых проходят по частному сектору. Развитие города осуществляется за счёт финансирования отчислений из местного и регионального бюджетов. Преобладает возведение частных домов малой этажности. Построен трёххэтажный жилой дом по улице Соболева.
В октябре 2011 года в Калининском микрорайоне сдан трёхэтажный дом для детей-сирот. Построены дома молодого специалиста и 2 семейных детских сада. Производился ремонт фасадов и крыш двухэтажных домов по улицам: Московской, Ленина, 50 лет Октября, Соболева. За лето 2012 года на большинстве проезжих улиц, площадях у авто- и железнодорожного вокзалов, тротуарах по Московской ул., ул. Калинина, Трудовой ул. уложено новое асфальтовое покрытие.
Реконструирована городская гостиница с увеличением её площади.
С лета 2013 по весну 2014 годов построен второй трёхэтажный дом на улице Власть Советов. Сдан в эксплуатацию трёхэтажный дом по улице Воровского.
Произошла реконструкция городской автостанции и её территории. В нём восстановила работу комната матери и ребёнка, появился туалет. С 2015 года в нём располагается небольшое кафе.
В конце 2009 года рассматривался вопрос о возможности строительства на территории Навашинского района, у села Монакова Нижегородской АЭС. Компания «Росэнергоатом», к 2017 году планировала запустить в действие первый энергоблок из четырёх. Но до настоящего времени строительство так и не начато.
Согласно новому генплану, принятому администрацией города, в планах освоение новых территорий под строительство городка атомщиков на 25 тысяч человек.
В сентябре 2011 года на совещании в Правительстве Нижегородской области было принято решение выбрать под строительство городка атомщиков, из представленных 3-х, территорию в черте города Навашино.
За 2014—2015 года в городе активно шло восстановление территории городского парка. Территорию очистили от старого кустарника и восстановили пешеходные дорожки. Установили скамейки и озеленили газоны. Провели освещение и возвели детскую площадку с арт-объектами. Также там появились — сцена, 2 спортплощадки с тренажерами и для игры в волейбол.
На месте пустыря у стадиона в 2014—2015 годах сооружён ледовый дворец «Флагман». Произведён ремонт здания старого спорткомплекса, и его территории.
Был произведён снос ветхих двухэтажных домов на ул. Калинина (1, 3, 5, 7). Их же место начнут занимать новые в 3 этажа. В ноябре 2015 г. заселён первый из них. К лету 2018 года планируется начать строительство второго дома.
На Советской улице (бывшее кафе Бригантина) с 2017 г. идёт строительство церкви в честь преподобного Сергия Радонежского. В Светлое Воскресенье, 8 апреля 2018 года, был освящён и поставлен на её вершину купол с крестом.
С лета 2017 года производился капитальный ремонт домов на улицах 1-го Мая и Соболева; на ул. 1-го Мая и ул. Калинина уложено новое покрытие проезжей части и тротуара, убраны все старые заборы, бордюрный камень ограждает новые газоны.
Начиная с 2017 года будет проходить поэтапный ремонт пл. Ленина и Дворца культуры. Вся площадь будет замощена камнем. Осенью 2017 — уложен в периметре газонов и дорожка у администрации города. Так же дополнится частью газонов и архитектурных форм и появится небольшой фонтан.